# Klasea alcalae
Klasea alcalae là một loài thực vật có hoa trong họ Cúc. Loài này được (Coss.) J.Holub mô tả khoa học đầu tiên năm 1977.